# بروکفیلد (میزوری)
بروکفیلد (به انگلیسی: Brookfield) یک شهر در ایالات متحده آمریکا است که در شهرستان لین، میزوری واقع شده‌است. بروکفیلد ۱۱٫۱۱ کیلومتر مربع مساحت و ۴٬۵۴۲ نفر جمعیت دارد و ۲۳۲ متر بالاتر از سطح دریا قرار دارد.